# 福田優
福田 優（ふくだ まさる、1942年9月 - ）は、日本の医学者。福井大学名誉教授。前国立大学法人福井大学学長。
京都府立医科大学大学院医学研究科博士課程修了。学位は医学博士（京都府立医科大学）。2018年春の叙勲で瑞宝中綬章を受章。

## 職歴
- 1973年10月 - 京都府立医科大学助手
- 1975年4月 - 京都府立医科大学講師
- 1980年4月 - 福井医科大学教授(医学部)
- 2001年4月～2002年3月 - 福井医科大学医学部医学科長
- 2002年7月～2003年9月 - 福井医科大学医学部附属病院病理部長
- 2003年10月 - 福井大学副学長(福井大学と福井医科大学の統合)
- 2004年4月 - 国立大学法人福井大学理事・福井大学副学長
- 2007年4月～2013年3月 - 国立大学法人福井大学長

## 著書
- 『顕微測光法』（共著）（臨床検査マニュアル、文光堂、1988）
- 『レーザー顕微鏡の原理と使い方の実際』（共著) （学際企画、組織細胞化学、1993）
- 『ガンの光力学的治療と活性酸素』（共著）（フリーラジカルの臨床、1994）